# Musemakier
Musemakier (Microcebus) er en slægt i familien dværglemurer. Som alle lemurer findes musemakier kun på Madagaskar. Der anerkendes nu (pr. 2016) omkring 24 arter af musemakier, mens der i 1992 kun fandtes 2 kendte arter.
Musemakier har en samlet længde af hoved, krop og hale på mindre end 27 centimeter, hvilket gør dem til de mindste primater. Den mindste art er Microcebus berthae med en kropslængde på 9 cm og en vægt på omkring 30 gram. Deres vægt svinger i løbet af året i relation til mængden af dagslys.
Musemakier har den mindste hjerne af alle primater med en vægt på kun omkring 2 gram.

## Arter
De 24 arter i slægten Microcebus.
- Grå musemaki, Microcebus murinus
- Microcebus griseorufus
- Microcebus ravelobensis
- Microcebus tavaratra
- Microcebus sambiranensis
- Microcebus simmonsi
- Dværgmusemaki, Microcebus myoxinus
- Microcebus rufus
- Microcebus berthae
- Microcebus lehilahytsara
- Microcebus jollyae
- Microcebus macarthurii
- Microcebus mittermeieri
- Microcebus mamiratra
- Microcebus bongolavensis
- Danfoss-musemaki, Microcebus danfossi
- Microcebus arnholdi [6]
- Microcebus margotmarshae [6]
- Microcebus gerpi
- Microcebus tanosi [7][8]
- Microcebus marohita [7][8]
- Microcebus ganzhorni [9]
- Microcebus boraha [9]
- Microcebus manitatra [9]